# Boris Charmatz

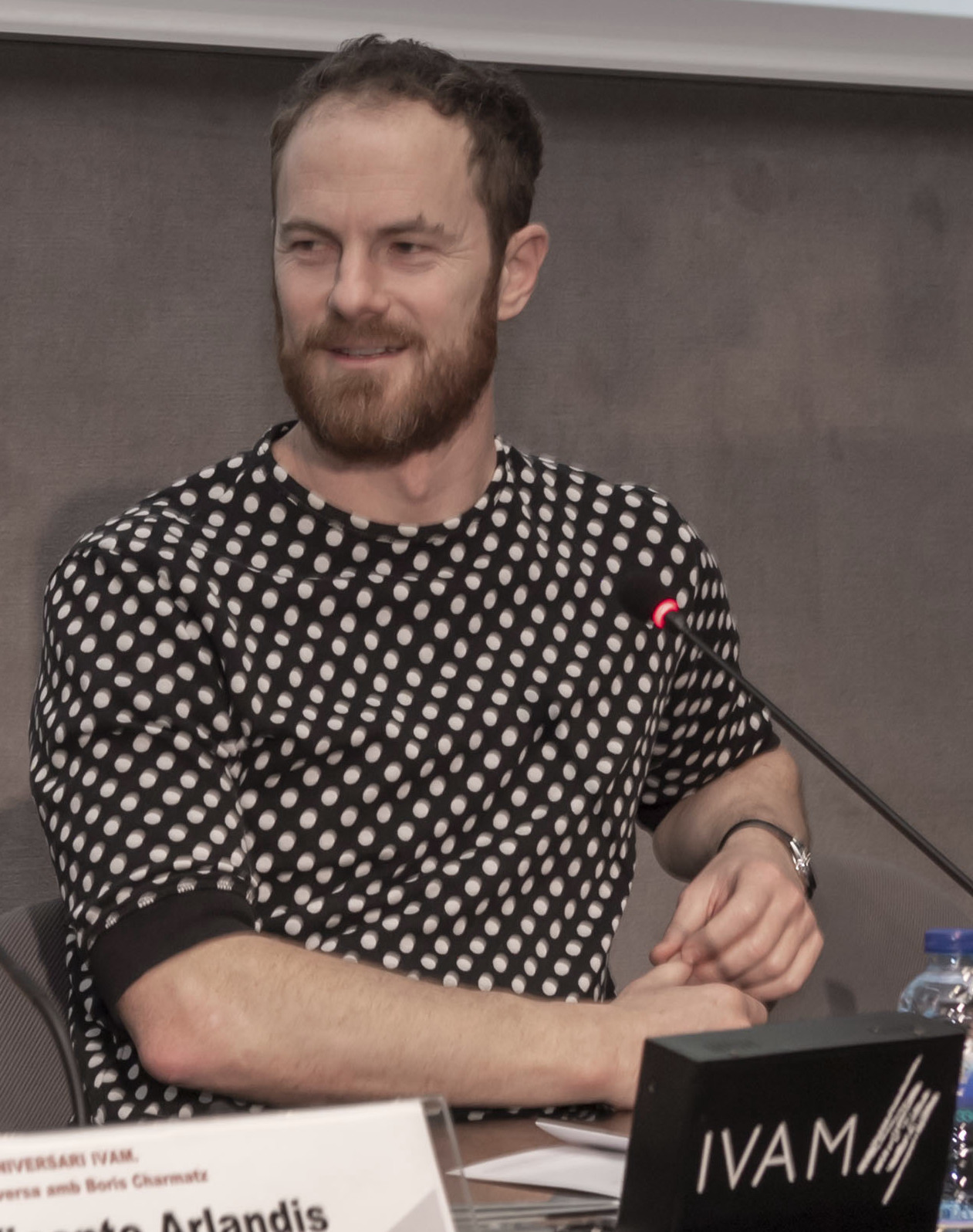
Boris Charmatz

Boris Charmatz (geboren 3. Januar 1973 in Chambéry) ist ein französischer Tänzer und Choreograph.

## Leben
Boris Charmatz' Eltern arbeiteten als Lehrer, sie erzogen ihn politisch (sein Vater war Überlebender des Holocaust) und gaben ihm auch deutsches Kulturgut mit auf den Lebensweg. Charmatz studierte klassisches Ballett von 1986 bis 1989 an der École de danse der Opéra National de Paris und danach am Konservatorium Lyon.  Seit 2008 leitet er das Centre chorégraphique national in Rennes, das er als „Musée de la danse“ deklarierte und unter diesem Titel eine Gruppe gründete.
Er arbeitete mit Tänzern wie Régine Chopinot, Odile Duboc, Olivia Grandville und Meg Stuart. 1993 brachte die von ihm gegründete Gruppe Edna als erstes Stück A bras-le-corps heraus. Mit Raimund Hoghe und Julia Cima produzierte er 2006 Régi. 2009 montierte er Posen von Merce Cunningham zu einem Flip Book.
Für das Festivaljahr 2011 wurde er in die künstlerische Leitung des Festival d'Avignon gewählt. Er selbst präsentierte in dem Jahr das neue Stück Enfant und eine Neubearbeitung von Levée des conflits.
In dem 2013 von Anne Teresa De Keersmaeker choreografierten Duo Partita 2 (zu Bachs Musik) traten beide auf. Im November 2013 gastierte das „Musée de la danse“ unter dem Titel Three Collective Gestures mit mehreren Arbeiten von Charmatz im MoMA. Die Ausgabe 2014 der Berliner „Foreign Affairs“ zeigte sechs Werke Charmatz', darunter als einen Parcours durch die (Tanz-)Geschichte 20 Dancers for XX Century auf dem Gelände des Sowjetischen Ehrenmals im Treptower Park.  Die Ruhrtriennale beauftragte ihn für 2014 mit einem Stück über das Essen: manger.
Seit September 2022 leitet Charmatz das Tanztheater Wuppertal. Zum Ende der Spielzeit 2024/25 wird er sein Amt niederlegen.

## Choreografische Werke
- 1993: À bras le corps (in Zusammenarbeit mit Dimitri Chamblas)
- 1994: Les Disparates (in Zusammenarbeit mit Dimitri Chamblas)
- 1996: Aatt...enen...tionon
- 1997: Herses (une lente introduction)
- 1999: Con forts fleuve
- 2002: Héâtre-élévision
- 2003: Bocal
- 2006: Régi (in Zusammenarbeit mit Raimund Hoghe)
- 2006: Quintet Cercle
- 2008: La Danseuse malade
- 2009: 50 ans de danse
- 2010: Levée des conflits
- 2011: Enfant
- 2015: If Tate Modern was Musée de la danse
- 2016: Danse de nuit
- 2017: 10000 Gestes
- 2021: Sea Change
- 2021: Somnole

## Schriften (Auswahl)
- mit Vincent Baudriller; Hortense Archambault: Une école d'art : pour le Festival d'Avignon 2011. Paris : P.O.L., impr. 2011
- Je suis une école. Paris : éditions Les prairies ordinaires, 2009, ISBN 978-2-35096-037-1.
- mit Isabelle Launay: Entretenir - À propos d'une danse contemporaine. Pantin (Seine-Saint-Denis) : Centre national de la danse, 2003, ISBN 978-2-914124-18-8.
- mit Catherine Millet; Yvane Chapuis; Laurence Louppe; François Piron: Medium : danse : Artpress. Artpress spécial, N⁺ 23, 2002. Paris : ADAGP, 2002.